# Christer Fant
Christer Michael Fant (* 10. März 1953 in Sigtuna, Schweden) ist ein schwedischer Schauspieler.

## Leben
Christer Fant ist der Sohn des schwedischen Schauspielers, Regisseurs und Theaterdirektors George Fant und seiner Frau Ulla af Uggla. Fant war lange Zeit der Moderator und Gastgeber der schwedischen Fernsehshow Guldslipse, auf Deutsch: Goldene Krawatte, die auch bei der Sendung real als Preis vergeben wird. Des Weiteren ist er als Schauspieler an vielen schwedischen Film- und Fernsehproduktionen beteiligt. 2011 sprach er die Rolle des Dieners Melker bei einem Hörspiel des Schwedischen Rundfunks Sveriges Radio in der Weihnachtsserie Allt du önskar.

## Filmografie (Auswahl)
- 1991: Sunes jul (Fernsehserie, Folge I kyrkan)
- 1997: Pelle Svanslös (Fernsehserie, 24 Folgen)
- 1998: Pistvakt – En vintersaga (Fernsehserie, Folge Årets vackraste dag)
- 1998: Ivar Kreuger (Fernsehdreiteiler, 2 Folgen)
- 1999: Eva und Adam (Eva och Adam, Fernsehserie, 3 Folgen)
- 2000: Pelle Svanslös och den stora skattjakten
- 2000: Sturm der Vergeltung (Före stormen)
- 2000: Livet är en schlager
- 2001–2005 Wallander-Reihe
  - 2001: Die falsche Fährte (Villospår)
  - 2002: Die fünfte Frau (Den femte kvinnan)
  - 2003: Der Mann, der lächelte (Mannen som log)
  - 2005: Mittsommermord (Steget efter)
- 2001: Deadline – Terror in Stockholm (Sprängaren)
- 2001: Pusselbitar (Fernsehdreiteiler)
- 2001: Eva und Adam – Vier Geburtstage und ein Fiasko (Eva & Adam fyra födelsedagar och ett fiasko)
- 2003: Ramona (Fernsehzweiteiler)
- 2004: Om Stig Petrés hemlighet (Fernsehdreiteiler)
- 2006: Detektivbüro LasseMaja (LasseMajas detektivbyrå, Fernsehserie, 4 Folgen)
- 2007–2008: Labyrint (Fernsehserie, 12 Folgen)
- 2009: Der Kommissar und das Meer (Fernsehserie, Folge Schwarzer Engel)
- 2010: Aus dem Leben unserer Freunde (Våra vänners liv, Fernsehserie, 1 Folge)